# David Friefeldt
David Gabriel Friefeldt, född 3 november 1889 i Stockholm , död 1 augusti 1978 i Stockholm, var en svensk målare och heraldiker.

## Biografi
Han var son till teckningsläraren August Leonard Friefeldt och Gulli Söderlind och från 1919 gift med Vivan Barbro Holmquist. Friefeldt studerade vid Althins målarskola och Tekniska skolan i Stockholm 1904–1908 samt vid Högre konstindustriella skolan 1908-1911, varefter han genomförde studieresor till bland annat Berlin, Dresden, Wien, München, Zürich, Italien, Paris och London. Separat ställde han ut på Galleri Gummeson i Stockholm 1924 och på Lilla utställningen 1928 och 1937. Han medverkade i samlingsutställningar på Liljevalchs konsthall och med Sveriges allmänna konstförening. Han har gjort landskapsmålningar, stilleben och porträtt i olja, akvarell och tempera. 
Mest känd är han som heraldiker och var från 1914 till sin död vapenmålare vid Kungl. Maj:ts orden, där han utfört ett stort antal vapensköldar för riddarna av Serafimerorden, som nu återfinns i Serafimersalen på Stockholms slott och i Riddarholmskyrkan. Friefeldt är representerad med ett Stockholmsmotiv i olja vid Stockholms stadsmuseum.